# ステアロイルCoA 9-デサチュラーゼ
ステアロイルCoA 9-デサチュラーゼ（stearoyl-CoA 9-desaturase）は、不飽和脂肪酸生合成酵素の一つで、次の化学反応を触媒する酸化還元酵素である。
ステアロイルCoA + 2 フェロシトクロムb5 + O2 + 2 H+ {\displaystyle \rightleftharpoons } オレオイルCoA + 2 フェリシトクロムb5 + 2 H2O
この酵素の基質はステアロイルCoA、フェロシトクロムb5、O2とH+で、生成物はオレオイルCoA、フェリシトクロムb5とH2Oである。補因子として鉄を用いる。
組織名はstearoyl-CoA,ferrocytochrome-b5:oxygen oxidoreductase (9,10-dehydrogenating)で、別名にδ9-desaturase、acyl-CoA desaturase、fatty acid desaturase、stearoyl-CoA, hydrogen-donor:oxygen oxidoreductaseがある。